# Албрехт IV фон Волфщайн-Мюлхаузен
Албрехт IV фон Волфщайн-Мюлхаузен (на немски: Albrecht IV von Wolfstein Herr zu Mulhausen; † 10 август 1470 в Рама вер. в Босна и Херцеговина) е благородник от род Волфщайн при Ноймаркт в Горен Пфалц в Бавария, господар в Мюлхаузен в Тюрингия.
Той е син на Вигалоис фон Волфщайн († 12 януари 1442) и съпругата му Анна фон Пухберг († 25 декември 1442), дъщеря на Балтазар фон Пухберг († 1408) и Барбара фон Дегенберг. Внук е на Стефан фон Волфщайн, господар на Волфсек и Алерсберг († 1402) и Маргарета Гайлинг.
Сестра му Беатрикс фон Волфщайн († сл. 1475) се омъжва пр. 16 февруари 1454 г. за Георг II фон Тьоринг-Пертенщайн († 1458).
Родът Волфщайн се разделя през 14 век на две линии, които също си разделят и резиденцията замък Волфщайн.
Син му Албрехт V фон Волфщайн-Оберзулцбюрг (1466 – 1532) е издигнат на фрайхер на Оберзулцбюрг
Внук му Адам фон Волфщайн ( † 1547) е издигнат на имперски фрайхер през 1522 г. от император Карл V.

## Фамилия
Албрехт IV фон Волфщайн се жени за графиня Кунигунда фон Шаунберг, дъщеря на граф Йохан I фон Шаунберг († 1453) и Анна фон Петау, наследничка на Фридау, Анкерщайн и Розег († 1465). Те имат 11 деца:
- Вилхелм III фон Волфщайн-Оберзулцбюрг (* 6 април 1453; † 27 март 1518), рицар, построява през 1493 г. един дворец в Пирбаум, женен на 12 септември 1503 г. за Маргарета фон Щайн, дъщеря на Диполд фон Щайн-Жетинген „Стари“ († 1492) и Анна фон Рехберг († 1501); имат 10 деца.
- Стефан фон Волфщайн (* 31 март 1454; † умира млад)
- Ханс фон Волфщайн (* юли 1455; † 9 май 1519)
- Магдалена фон Волфщайн (* 28 април 1458; † умира млада)
- Вилибалд фон Волфщайн (* 8 юни 1459; † умира млад)
- Валпург фон Волфщайн (* 26 септември 1460; † умира млада)
- Барбара фон Волфщайн (* 4 май 1462), омъжена на 6 декември 1481 г. за Улрих фон Кюнсберг цу Вернщайн
- Албрехт фон Волфщайн (* 3 март 1464; † умира млад)
- Албрехт V фон Волфщайн-Оберзулцбюрг (* 2 юли 1466; † 12 ноември 1532), фрайхер на Оберзулцбюрг, женен I. ок. 15 декември 1502 г. за Маргарета фон Дегенберг, II. за Кунигунда фон Мьорзберг; син и дъщеря му умират млади
- Агнес фон Волфщайн (* 28 май 1468)
- Анна фон Волфщайн (* 17 юни 1470), омъжена на 11 ноември 1489 г. за Кунтц фон Грумбах